# Arboretum der technischen Forstschule von Taliza
Das Arboretum der technischen Forstschule von Taliza, oder Park-dendrari Talizkogo lessotechnikuma  (Park-Arboretum der Forstschule von Taliza, russisch Парк-дендрарий Талицкого лесотехникума, wiss. Transliteration Park-dendrarij Talickogo lesotechnikuma) ist ein Arboretum in der Stadt Taliza im Oblast Swerdlowsk in Russland. Der dendrologische Park ist eine der ältesten Anlagen zur Akklimatisation von ausländischen Baumarten im Mittleren Ural.

## Geschichte
Der Park wurde 1896 auf dem Gelände der Waldschule von Taliza (Талицкой лесной школы, Talizkoi lesnoi schkoly) gegründet. Ab 1897 wurden unter der Leitung des Försters S. G. Wronskogo (С. Г. Вронского, S. G. Vronskogo) und später unter der Leitung der großen sowjetischen Dendrologen W. F. Owsjannikowa (В. Ф. Овсянникова, V. F. Ovsjannikova) und E. I. Adamowitscha (Э. И. Адамовича, Ė. I. Adamoviča) Pflanzversuche mit eingeführten Baumarten durchgeführt.

## Park
Auf einer Fläche von 5,7 ha wachsen 45 Arten von Bäumen und Sträuchern, darunter Gewöhnliche Robinie, Amur-Korkbaum, Flügel-Spindelstrauch, Gewöhnliche Berberitze, Vitis amurensis (Amur-Rebe), Ulme, Stieleiche, Tataren-Heckenkirsche, Lonicera chrysantha, Blaue Heckenkirsche, Purgier-Kreuzdorn, Gewöhnliche Felsenbirne, Cotoneaster lucidus, Tatarischer Steppen-Ahorn, Spitzahorn, Eschen-Ahorn, Chinesisches Spaltkörbchen, Gemeine Hasel, Asiatisches Gelbholz, Juglans mandshurica, Zottiger Flieder, Gemeiner Flieder, Gamander-Spierstrauch, Schlehdorn, Balsam-Pappel, Schwarz-Pappel, Silber-Pappel, Europäischer Pfeifenstrauch und andere. Von besonderem Wert sind die Pflanzungen von Amur-Korkbaum (бархат амурский) und Asiatischem Gelbholz (орех маньчжурский), welche die ältesten Pflanzungen im mittleren Ural darstellen. Ästhetischen Wert haben die wegbegleitenden Pflanzungen von Sibirischer Tanne, Sibirischer Fichte und Lärche.
Mit einem Dekret der Regierung der Region Swerdlowsk vom 17. Januar 2001 Nr. 41-PP (17 января 2001 года № 41-ПП) wurde das Arboretum der technischen Forstschule von Taliza in die Liste der Arboreten und Botanischen Gärten von regionaler Bedeutung aufgenommen. Der Schutz des Parkgebiets wurde der Verwaltung des Stadtbezirks Taliza übertragen.